# Protornis glarniensis
Il protornite (Protornis glarniensis) è un uccello estinto, appartenente ai coraciformi. Visse nell'Oligocene inferiore (circa 33 milioni di anni fa) e i suoi resti fossili sono stati ritrovati in Svizzera. È considerato il primo rappresentante degli odierni motmot.

## Descrizione
Questo uccello era di piccole dimensioni, leggermente inferiore all'attuale motmot Hylomanes momotula. Il becco era relativamente largo e piatto; i rami della mandibola si univano in una struttura (sinfisi) a forma vagamente di spatola, e il becco in questo modo era simile a quello dei motmot e dei todi. La mandibola, in particolare, ricordava quella dei generi attuali Electron e Hylomanes, ma più corta. Anche la struttura del tarsometatarso richiamava quella dei motmot.

## Classificazione
Protornis venne descritto per la prima volta da Hermann von Meyer nel 1839, sulla base di un fossile proveniente dalla Glarner Fischschiefer in Svizzera (cantone di Glarona). L'esemplare venne denominato nel 1844 e inizialmente considerato risalente addirittura al Cretaceo superiore. In seguito gli scisti in cui sono stati ritrovati i fossili sono stati riconsiderati dell'Eocene superiore e ulteriori studi (Peyer, 1957) li attribuirono all'Oligocene inferiore.
Il fossile tipo di Protornis consta di alcune ossa sparse, tra cui tutti e quattro gli arti, il cinto pettorale, una mandibola completa, l'osso quadrato e alcune vertebre e costole. Al tempo degli studi di von Meyer queste ossa non erano del tutto esposte nella lastra, ma vennero messe in luce tramite successive preparazioni da parte di Peyer. In seguito vennero scoperti altri fossili frammentari.
Inizialmente Protornis venne considerato un rappresentante primitivo dei passeriformi (Lambrecht, 1933), mentre Peyer (1957) lo attribuì agli Alcedinidae (i martin pescatore), con particolari affinità ai kookaburra (gen. Dacelo). Uno studio di Olson (1976) ha invece riconosciuto Protornis come un rappresentante basale dei motmot (Momotidae), nell'ambito dei coraciformi. Secondo lo studio, Protornis differisce dalle forme attuali per una sinfisi mandibolare più corta e per il processo sternocoracoidale del coracoide più alto ed espanso.
Un'altra presunta specie di Protornis, P. blumeri, è basata su un fossile frammentario e attualmente è considerato un nomen dubium.
Protornis è la prova che la famiglia dei motmot, attualmente confinata nel Nuovo Mondo, ebbe in realtà origine nel Vecchio Mondo.